# ويليام تومسون (صحفي)
ويليام تومسون (بالإنجليزية: William Thompson)‏ هو محرر وصحفي أمريكي، ولد في 2 فبراير 1846 في ميزوري في الولايات المتحدة، وتوفي في 24 مايو 1934 بسبب ذات الرئة القصبية.